# Minhādsch ad-Dīn Dschūzdschānī
Abū ʿAmr Minhādsch ad-Dīn ʿUthmān ibn Sirādsch ad-Dīn Muhammad Dschūzdschānī (persisch ابو عمرو منهاج الدين عثمان بن سراج الدين محمد جوزجاني, DMG Abū ʿAmr Minhāǧ ad-Dīn ʿUṯmān ibn Sirāǧ ad-Dīn Muḥammad Ǧūzǧānī, auch kurz Minhadsch-i Siradsch genannt, * 1193 in Ghur, gest. in der zweiten Hälfte des 13. Jh. in Delhi) war ein persischer Chronist des 13. Jahrhunderts, dessen Familie aus Dschuzdschan stammte. Er diente unter anderem den Ghuriden, Nasriden und Delhi-Sultanen und verfasste bis 1260 das Werk Tabaqat-i Nasiri, das unter anderem eine wichtige Quelle zum Leben Dschingis Khans und der Geschichte der Mongolen ist.